# Guy de La Brosse

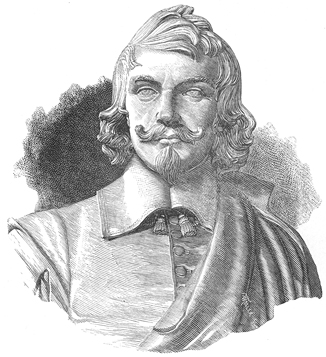
Guy de La Brosse

Guy de La Brosse (* 1586? in Rouen; † August 1641 in Paris) war ein französischer Arzt und Botaniker.

## Leben
Der Name von Guy de La Brosse ist eng mit der Gründung des ersten Botanischen Gartens in Paris, dem Jardin du Roi, verbunden. Als Arzt von König Ludwig XIII. erhielt er 1626 den Auftrag einen Medizinpflanzengarten anzulegen. Als man den Garten 1635 auch der Öffentlichkeit zugänglich machte, wurde er dessen erster Verwalter. Diesen Posten behielt er bis zu seinem Tod 1641.

## Ehrentaxon
Charles Plumier benannte ihm zu Ehren die Gattung Brossaea der Pflanzenfamilie der Heidekrautgewächse (Ericaceae). Carl von Linné übernahm später diesen Namen. Die Gattung wird heute als ein Synonym zu Gaultheria betrachtet.

## Schriften (Auswahl)
- Traité de la peste. Paris 1623.
- De la Nature, vertu et utilité des plantes et dessin du Jardin Royal de Médecine. Paris 1626.
- Dessein d’un jardin royal pour la culture des plantes médecinales à Paris, où est amplement déduit la raison de la nécessité et quel bien il peut apporter au public. Paris 1628.
- Advis pour le jardin royal des plantes médecinales que le Roy Louis XIII veut establir à Paris. Paris 1631 (Digitalisat).
- Description du Jardin royal des plantes médecinales, estably par le Roy Louis le Juste, à Paris. Contenant le catalogue des plantes qui y sont de present cultivées… Paris 1636, 1641.
- Eclairciss. contre le livre de Beaugrand, intitulé Géostatique. Paris 1637.
- Elucidatio paralogismorum quorundam vel errorum contra leges ratiocinii et demonstrationis. Paris 1638.
- L’ouverture du Jardin royal de Paris pour la démonstration des plantes médecinales. Paris 1640 (Digitalisat).
- Recueil des planters du Jardin du Roi (unvollendet)